# 琴の若子
琴の 若子（ことの わかこ）は、日本の漫画家。主に成年を対象とした漫画雑誌（非成年コミックを含む）で作品を発表している。オリジナル作品以外に『しろくまベルスターズ♪』のコミカライズを手がける等、様々なジャンルを手がける。

## 作品一覧
- 『秘密のお花園』ビブロス（『カラフルBee』、1998年 - 1999年） - 初連載作。メディアックスよりコミックス発売。
- 『お願い神主さま』ビブロス（『カラフルBee』、1999年 - 2000年）
- 『奥さまDEナイト』実業之日本社〈マンサンコミックス〉全5巻（『comicキャンドール』 2000年 - 2005年）
- 『召しませバニー星人』ビブロス（『カラフルBee』、2001年 - 2002年） - 『少女標本』（オークラ出版）というタイトルでコミックス発売。
- 『お願い神主さまプラス』大都社（2002年） - 『お願い神主さま』の復刻版。
- 『ふしぎvマイメイド』三和出版（『コミック魔翔』『コミックピンキィ』、2002年 - 2003年） - 『完全服従メイド』（三和出版）というタイトルでコミックス発売。
- 『モトメルオトメ』大都社（2003年） - 短編集。
- 『ベビーフェイスランチ』双葉社〈アクションコミックス〉全1巻（『メンズヤング』 2004年 - 2005年）
- 『Colorfulこみゅーん☆』双葉社〈アクションコミックス〉全4巻（『メンズヤング』 2005年 - 2009年）
- 『みこもえ。』実業之日本社〈マンサンコミックス〉全2巻（『comicキャンドール』 2006年 - 2007年）
- 『雀ちゃんリーチ!』竹書房（『近代麻雀オリジナル』、2007年 - 2008年） - コミックス未発売。
- 『メイドはミラクル』実業之日本社〈マンサンコミックス〉全5巻（『comicキャンドール』 2007年 - 2012年）
- 『らぶわ～く』竹書房〈バンブーコミックス〉全2巻（『Dokiッ!』 2009年 - 2011年）
- 『同級生は俺の嫁!』双葉社〈アクションコミックス〉既刊1巻（『メンズヤング』 2009年 - ） - 2010年12月号を最後に休載中
- 『しろくまベルスターズ♪』双葉社〈アクションコミックス〉全2巻（『コミックハイ!』 2009年 - 2010年 ） - 同名ゲームのコミカライズ。
- 『キライ嫌いも大好きのうち』竹書房（『Dokiッ!』 2011年 - ）

## その他
『おしえて!科学する麻雀』（洋泉社、ISBN 9784862483720） - イラスト